# ジョー☆デッキー!!!
「ジョー☆デッキー!!!」は、日本の男性歌手グループ・はやぶさの10枚目のシングル。2018年8月29日にビクターエンタテインメントから発売された。

## 概要
- 初回限定盤と通常盤(Aタイプ・Bタイプ)の3形態を発売。（ジャケット・カップリング曲は各タイプ異なる。）
- 初回限定盤のみ「デュエル・マスターズ!」はやぶさオリジナルイラストプロモカード封入、描き下ろしイラストジャケット。
- 表題曲「ジョー☆デッキー!!!」は、テレビ東京系アニメ『デュエル・マスターズ!』オープニングテーマ[2]。『デュエル・マスターズ』シリーズのオープニングテーマとしては3作目。

## 収録曲

### 初回限定盤
出典→　
1. ジョー☆デッキー!!!　[3:56]
作詞・作曲・編曲：前山田健一
2. ゆけ!はやぶさレンジャー　[2:58]
作詞 : 冬弓ちひろ／作曲・編曲：坂下正俊

### 通常盤Aタイプ
出典→
1. ジョー☆デッキー!!!　[3:56]
作詞・作曲・編曲：前山田健一
2. もう行かなくちゃ　[3:34]
作詩：阿部広太郎／作曲・編曲：山本奨
3. ジョー☆デッキー!!!（オリジナル・カラオケ）　[3:56]
4. もう行かなくちゃ（オリジナル・カラオケ）　[3:32]

### 通常盤Bタイプ
出典→
1. ジョー☆デッキー!!!　[3:56]
作詞・作曲・編曲：前山田健一
2. 恋のすみだ川　[5:07]
作詩：冬弓ちひろ／作曲：桧原さとし／編曲：工藤恭彦
3. ジョー☆デッキー!!!（オリジナル・カラオケ）　[3:56]
4. 恋のすみだ川（オリジナル・カラオケ）　[5:05]